# Wade Bootes
Wade Bootes (né le 30 mai 1974 à Toowoomba) est un coureur cycliste australien. Spécialisé en BMX, en dual slalom puis en four-cross, il a notamment été champion du monde de dual slalom en 2000 et médaillé de bronze du championnat du monde de BMX en 2002.

## Biographie
Né à Toowoomba dans le Queensland le 30 mai 1974, Wade Bootes fait ses débuts en BMX en 1981, à l'âge de sept ans. Il obtient de bons résultats au niveau national, dont un titre de champion d'Australie dans sa catégorie d'âge en 1986. En 1993, il devient professionnel et part aux États-Unis afin de participer au calendrier national de compétition. Il s'y impose en 2000. Il est médaillé de bronze du championnat du monde de BMX en 2002.
À la fin des années 1990, il s'essaie au VTT, avec succès en dual slalom puis en four-cross. Il est ainsi champion du monde de dual slalom en 2000, médaillé de bronze l'année suivante. Troisième de la coupe du monde dual slalom en 2000, puis quatre fois quatrième de 2001 à 2004 en dual slalom puis four cross, il remporte quatre manches de ces coupes entre 1999 et 2004. Il reçoit les prix de cycliste australien de l'année en BMX en 2000 et 2003 et en VTT en 2000.
En 2003, après des tests convaincants, il se lance également en cyclisme sur piste mais se fracture une clavicule en chutant lors du championnat d'Australie de keirin.
Il arrête la compétition en 2007 et devient entraîneur assistant à la fédération australienne. En 2009, il devient entraîneur principal (head coach) du BMX au sein de cette fédération.

## Palmarès en VTT

### Championnats du monde
- 2000
  -  Champion du monde de dual slalom
- 2001
  -  Médaillé de bronze du dual slalom
- 2002
  - 7e du four-cross
- 2003
  - 5e du four-cross
- 2005
  - 10e du four-cross

### Coupe du monde
- Coupe du monde de dual-slalom
  - 8e en 1999 (1 manche)
  - 3e en 2000
  - 4e en 2001 (1 manche)
- Coupe du monde de 4-cross
  - 4e en 2002
  - 4e en 2003
  - 4e en 2004 (1 manche)

### Championnats nationaux
- Champion d'Austalie de fous-cross en 2006

## Palmarès en BMX

### Championnats du monde
- 2002
  -  Médaillé de bronze du BMX
- 2003
  - 7e du BMX